# LightDM
LightDM (Light Display Manager) est un gestionnaire de session pour X Window System qui vise à être léger, rapide, extensible et multidesktop. C'est un logiciel libre utilisant un backend WebKit pour dessiner des interfaces de connexion à base de HTML.
LightDM offre au moins les mêmes fonctionnalités que GDM, mais il a une base de code plus simple et ne charge pas les bibliothèques GNOME pour travailler. De ce fait, LightDM a été choisi comme le gestionnaire d'affichage par défaut pour Ubuntu depuis la version 11.10, Xubuntu 11.10, Lubuntu 12.04 et Linux Mint 18.2. 
LightDM n'est plus utilisé dans les versions 17.10 (incluse) et supérieures d'Ubuntu. Ceci est dû à l'adoption de GNOME comme environnement de bureau par défaut.